# Navia brachyphylla
Navia brachyphylla är en gräsväxtart som beskrevs av Lyman Bradford Smith. Navia brachyphylla ingår i släktet Navia och familjen Bromeliaceae. Inga underarter finns listade i Catalogue of Life.